# Yenidemirciler, Ilgaz
Yenidemirciler là một xã thuộc huyện Ilgaz, tỉnh Çankırı, Thổ Nhĩ Kỳ. Dân số thời điểm năm 2010 là 43 người.